# 比企郡
- 令制国一覧 > 東海道 > 武蔵国 > 比企郡
- 日本 > 関東地方 > 埼玉県 > 比企郡

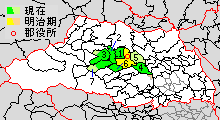
埼玉県比企郡の範囲（1.滑川町 2.嵐山町 3.小川町 4.川島町 5.吉見町 6.鳩山町 7.ときがわ町 薄緑：後に他郡から編入した区域 薄黄：後に他郡に編入された区域）

比企郡 （ひきぐん） は、埼玉県（武蔵国）の郡。
人口122,165人、面積281.86km²、人口密度433人/km²。（2025年2月1日、推計人口）
以下の7町を含む。
- 滑川町（なめがわまち）
- 嵐山町（らんざんまち）
- 小川町（おがわまち）
- 川島町（かわじままち）
- 吉見町（よしみまち）
- 鳩山町（はとやままち）
- ときがわ町（ときがわまち）

鳩山町を除く6町は東松山市・秩父郡東秩父村とともに「比企広域市町村圏組合」（比企圏域）を構成する。

## 郡域
上記の7町以外では、現在の行政区画では概ね以下の区域に相当する。横見郡から編入された地域は現在の吉見町である。
- 東松山市（全域）

以下の地域は隣接する郡から当郡に編入されている。
- 男衾郡 → 比企郡 ： 小川町大字木部、木呂子、勝呂、靱負およびひばり台一 - 三丁目の一部（旧竹沢村の一部）
- 大里郡 → 比企郡 ： 小川町大字西古里、鷹巣
- 秩父郡 → 比企郡 ： ときがわ町大字大野、椚平（旧大椚村）

以下の地域は当郡から隣接する郡に編入されている。
- 比企郡 → 入間郡 ： 越生町大字古池、麦原、川越市大字中老袋、鹿飼、上老袋、東本宿、下老袋および芳野台一 - 三丁目の一部（旧植木村）

## 歴史
- 7世紀ごろ - 武蔵国の郡として成立。
- 11世紀ごろ（平安時代末期） - 後に鎌倉幕府の御家人となる比企一族が比企郡一帯を統治していた。
- 12世紀ごろ（鎌倉時代）南北を鎌倉街道上つ道とその脇街道が縦断し、交通の要衝とされた。

### 近代以降の沿革
- 「旧高旧領取調帳」に記載されている明治初年時点での支配は以下の通り。●は村内に寺社領が存在。幕府領は松村忠四郎支配所、江川太郎左衛門支配所（韮山代官所）、木村飛騨守支配所が管轄。（2宿158村）

| 知行         | 知行                               | 村数         | 村名 |
| ------------ | ---------------------------------- | ------------ | --- |
| 幕府領       | 幕府領（松村）                     | 6村          | 大塚村（現小川町）、増尾村、腰越村、●青山村、上古寺村、麦原村 |
| 幕府領       | 幕府領（木村）                     | 21村         | ●下押垂村、上押垂村、下青鳥村、上野本村、下野本村、今泉村、竹本村、笠原村、早又村、本宿村（現川越市。上老袋村、中老袋村、下老袋村、鹿飼村、川口村、戸崎村を含む）、正代村、北園部村、上瀬戸村、●下瀬戸村、●五明村 |
| 幕府領       | 幕府領（江川）                     | 2村          | 大橋村、菅谷村 |
| 幕府領       | 旗本領                             | 41村         | 田木村、●岩殿村、雲河原村、別所村、本郷村、田中村、●関堀村、●馬場村、田黒村、飯田村、上横田村、越畑村、下横田村、吉田村、伊勢根村、高見村、能増村、高谷村、●広野村、勝田村、●泉井村、奥田村、中尾村、羽尾村、山田村、大谷村、大附村、●大豆戸村、今宿村、下古寺村、古氷村、番匠村、和泉村、菅田村、土塩村、古里村、桃木村、出丸本村、出丸下郷、上大屋敷村、下大屋敷村 |
| 幕府領       | 幕府領（松村）・旗本領             | 9村          | 玉川郷、原川村、杉山村、伊古村、古池村、高野倉村、●赤沼村、●熊井村 |
| 幕府領       | 幕府領（木村）・旗本領             | 2村          | 毛塚村、石坂村 |
| 幕府領       | 幕府領（江川）・旗本領             | 2村          | 下新堀村、葛袋村 |
| 藩領         | 上野前橋藩                         | 1町 2宿 58村 | 下伊草村、伊草宿、●上伊草村、中山村、南園部村、吹塚村、正直村、戸守村、戸守村持添新田、宮鼻村、山ヶ谷戸村、上新堀村、吉原村、宮前村、上狢村、下狢村、釘無村、角泉村、安塚村、飯島村、平沼村、白井沼村、紫竹村、牛ヶ谷戸村、三保谷宿、下里村、小川村、将軍沢村、根岸村、須江村、志賀村、平沢村、●遠山村、千手堂村、水房村（太郎丸村を含む）、月輪村、上唐子村、石橋村、下唐子村、神戸村、●市ノ川村、松山町、●柏崎村、野田村、岡郷、畑中村、谷中村、鳥羽井村、下小見野村、上小見野村、下八ツ林村、上八ツ林村、大塚村（現川島町）、虫塚村、一本木村、鳥羽井新田、梅之木村、加胡村、西谷村、曲師村 |
| 藩領         | 上総久留里藩                       | 1村          | 角山村 |
| 幕府領・藩領 | 幕府領（松村）・前橋藩             | 1村          | 松永村 |
| 幕府領・藩領 | 幕府領（木村）・前橋藩             | 1村          | ●長楽村 |
| 幕府領・藩領 | 旗本領・前橋藩                     | 5村          | ●高坂村（現東松山市の本宿村を含む）、●鎌形村、平村（現東松山市）、出丸中郷 |
| 幕府領・藩領 | 幕府領（木村）・久留里藩           | 1村          | ●日影村 |
| 幕府領・藩領 | 旗本領・久留里藩                   | 2村          | 奈良梨村、●中爪村 |
| 幕府領・藩領 | 幕府領（木村）・旗本領・武蔵川越藩 | 1村          | ●福田村 |
| その他       | 寺社領                             | 3村          | 平村（現ときがわ町）、表村、大蔵村 |

- 慶応4年6月29日（1868年8月17日） – 韮山代官所が韮山県となり、幕府領・旗本領を管轄（一部は一時的に武蔵知県事を経て品川県および大宮県（県庁は東京府日本橋馬喰町）→浦和県の管轄となったが、「旧高旧領取調帳」では既に韮山県となっているため詳細は不明）。
- 明治4年
  - 7月14日（1871年8月29日） - 廃藩置県により、藩領が前橋県、久留里県、川越県となる。
  - 11月14日（1871年12月25日） - 第1次府県統合により、全域が入間県の管轄となる。
- 明治5年 - 上新堀村・下新堀村が合併して新堀村となる。（2宿157村）
- 1873年（明治6年）6月15日 - 入間県が群馬県（第1期）と合併して熊谷県となる。
- 1876年（明治9年）8月21日 - 第2次府県統合により、熊谷県が武蔵国の管轄地域を埼玉県に合併して群馬県（第2期）に改称。当郡域は埼玉県の管轄となる。
- 1879年（明治12年）
  - 3月17日 - 郡区町村編制法の埼玉県での施行により、行政区画としての比企郡が発足。郡役所は松山町に設置され、横見郡とともに管轄。
  - それにともない、2ヶ所ずつ存在した平村、大塚村、本宿村がそれぞれ東平村（現東松山市）、西平村（現ときがわ町）、東大塚村（現川島町）、西大塚村（現小川町）、東本宿村（現川越市）、西本宿村（現東松山市）に改称。
- 1886年（明治19年） - 川口村が鹿飼村に、戸崎村が中老袋村に、戸守村持添新田が吹塚村にそれぞれ編入。（2宿154村）
- 1887年（明治20年） - 上瀬戸村・下瀬戸村が合併して瀬戸村となる。（2宿153村）

### 町村制以降の沿革

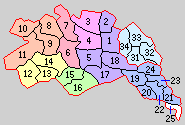
1.松山町 2.大岡村 3.福田村 4.宮前村 5.唐子村 6.菅谷村 7.七郷村 8.八和田村 9.小川町 10.竹沢村 11.大河村 12.平村 13.明覚村 14.玉川村 15.亀井村 16.今宿村 17.高坂村 18.野本村 19.中山村 20.伊草村 21.出丸村 22.三保谷村 23.八ツ保村 24.小見野村 25.植木村 31.南吉見村 32.東吉見村 33.北吉見村 34.西吉見村 （紫：東松山市 桃：滑川町 赤：嵐山町 橙：小川町 黄：ときがわ町 緑：鳩山町 青：川島町 水色：吉見町 白：川越市）

- 1889年（明治22年）4月1日 - 町村制の施行により、以下の町村が発足。（2町23村）
  - 松山町 ← 松山町、「市ノ川村、野田村、東平村」（現東松山市）
  - 大岡村 ← 大谷村、岡郷、「市ノ川村、野田村、東平村」（現東松山市）※5村で合併するが、数ヶ月後3村離脱し松山町へ編入される。
  - 福田村 ← 福田村、山田村、和泉村、土塩村、菅田村（現滑川町）
  - 宮前村 ← 中尾村、伊古村、水房村、羽尾村、月輪村（現滑川町）
  - 唐子村 ← 上唐子村、下唐子村、神戸村、葛袋村、石橋村（現東松山市）
  - 菅谷村 ← 菅谷村、志賀村、平沢村、遠山村、千手堂村、鎌形村、大蔵村、根岸村、将軍沢村（現嵐山町）
  - 七郷村 ← 吉田村、太郎丸村、広野村、勝田村、越畑村、古里村、杉山村（現嵐山町）
  - 八和田村 ← 上横田村、下横田村、中爪村、奈良梨村、能増村、高見村、伊勢根村、高谷村（現小川町）
  - 小川町 ← 小川村、西大塚村、下里村、角山村（現小川町）
  - 竹沢村 ← 笠原村、原川村および男衾郡木部村、木呂子村、勝呂村、靱負村（現小川町）
  - 大河村 ← 腰越村、飯田村、増尾村、上古寺村、下古寺村、青山村（現小川町）
  - 平村 ← 西平村、雲河原村（現ときがわ町）
  - 明覚村 ← 桃木村、番匠村、本郷村、別所村、田中村、馬場村、瀬戸村、関堀村、大附村（現ときがわ町）
  - 玉川村 ← 玉川郷、日影村、五明村、田黒村（現ときがわ町）
  - 亀井村 ← 泉井村、熊井村、高野倉村、竹本村、須江村、奥田村、大橋村（現鳩山町）
  - 今宿村 ← 今宿村、石坂村、赤沼村、大豆戸村および入間郡小用村（現鳩山町）
  - 高坂村 ← 高坂村、早俣村、正代村、宮鼻村、毛塚村、田木村、西本宿村、岩殿村（現東松山市）
  - 野本村 ← 下野本村、上野本村、柏崎村、古氷村、今泉村、下青鳥村、上押垂村、下押垂村（現東松山市）
  - 中山村 ← 中山村、北園部村、南園部村、吹塚村、戸守村、長楽村、正直村（現川島町）
  - 伊草村 ← 伊草宿、下伊草村、上伊草村、角泉村、安塚村、飯島村（現川島町）
  - 出丸村 ← 出丸本村、出丸中郷、出丸下郷、上大屋敷村、西谷村、曲師村、下大屋敷村（現川島町）
  - 三保谷村 ← 平沼村、白井沼村、紫竹村、宮前村、上狢村、下狢村、釘無村、新堀村、吉原村、表村（現川島町）
  - 八ツ保村 ← 上八ッ林村、下八ッ林村、畑中村、三保谷宿、山ヶ谷戸村、牛ヶ谷戸村（現川島町）
  - 小見野村 ← 上小見野村、下小見野村、谷中村、加胡村、松永村、梅之木村、虫塚村、一本木村、鳥羽井村、鳥羽井新田、東大塚村（現川島町）
  - 植木村 ← 中老袋村、鹿飼村、上老袋村、東本宿村、下老袋村（現川越市）
  - 古池村が入間郡越生町の一部となる。
  - 麦原村が入間郡梅園村の一部となる。
- 1896年（明治29年）
  - 4月1日 - 横見郡および比企郡の大部分（植木村を除く）の区域をもって、改めて比企郡が発足。横見郡4村（南吉見村、東吉見村、北吉見村、西吉見村）が本郡の所属となり、植木村の所属郡が入間郡に変更。（2町26村）
  - 8月1日 - 郡制を施行。
- 1923年（大正12年）4月1日 - 郡会が廃止。郡役所は存続。
- 1926年（大正15年）7月1日 - 郡役所が廃止。以降は地域区分名称となる。
- 1954年（昭和29年）
  - 7月1日（1町19村）
    - 松山町・大岡村・唐子村・高坂村・野本村が合併して東松山市が発足し、郡より離脱。
    - 南吉見村・東吉見村・北吉見村・西吉見村が合併して吉見村が発足。

  - 11月3日（1町13村）
    - 福田村・宮前村が合併して滑川村が発足。
    - 中山村・伊草村・出丸村・三保谷村・八ツ保村・小見野村が合併して川島村が発足。
- 1955年（昭和30年）
  - 2月11日（1町9村）
    - 小川町・八和田村・竹沢村・大河村が合併し、改めて小川町が発足。
    - 平村・明覚村が秩父郡大椚村と合併して都幾川村が発足。

  - 4月15日（1町7村）
    - 亀井村・今宿村が合併して鳩山村が発足。
    - 菅谷村・七郷村が合併し、改めて菅谷村が発足。
- 1956年（昭和30年）1月1日 - 大里郡寄居町の一部を小川町に編入。
- 1967年（昭和42年）4月15日 - 菅谷村が改称、即日町制施行して嵐山町となる。（2町6村）
- 1972年（昭和47年）11月3日（4町4村）
  - 吉見村が町制施行して吉見町となる。
  - 川島村が町制施行して川島町となる。
- 1982年（昭和57年）4月1日 - 鳩山村が町制施行して鳩山町となる。（5町3村）
- 1984年（昭和59年）11月3日 - 滑川村が町制施行して滑川町となる。（6町2村）
- 2006年（平成18年）2月1日 - 都幾川村・玉川村が合併してときがわ町が発足。（7町）

### 変遷表
| 明治22年以前 | 明治22年4月1日  | 明治22年 - 大正15年    | 昭和元年 - 昭和19年               | 昭和20年 - 昭和34年         | 昭和35年 - 昭和64年               | 平成元年 - 現在           | 現在       |
| 鹿飼村 上老袋村 中老袋村 | 植木村          | 明治29年3月29日 入間郡 | 昭和13年5月1日 入間郡芳野村に編入 | 昭和30年4月1日 川越市に編入 | 川越市                            | 川越市                    | 川越市     |
| 下老袋村 東本宿村 | 植木村          | 明治29年3月29日 入間郡 | 昭和13年5月1日 入間郡古谷村に編入 | 昭和30年4月1日 川越市に編入 | 川越市                            | 川越市                    | 川越市     |
| 松山町 | 松山町          | 松山町                 | 松山町                            | 昭和29年7月1日 東松山市     | 東松山市                          | 東松山市                  | 東松山市   |
| 市ノ川村 野田村 東平村 | 松山町          | 松山町                 | 松山町                            | 昭和29年7月1日 東松山市     | 東松山市                          | 東松山市                  | 東松山市   |
| 大谷村 岡郷 | 大岡村          | 大岡村                 | 大岡村                            | 昭和29年7月1日 東松山市     | 東松山市                          | 東松山市                  | 東松山市   |
| 上唐子村 下唐子村 神戸村 葛袋村 石橋村 岩殿村（一部） | 唐子村          | 唐子村                 | 唐子村                            | 昭和29年7月1日 東松山市     | 東松山市                          | 東松山市                  | 東松山市   |
| 岩殿村 高坂村 早俣村 正代村 宮鼻村 毛塚村 田木村 西本宿村 | 高坂村          | 高坂村                 | 高坂村                            | 昭和29年7月1日 東松山市     | 東松山市                          | 東松山市                  | 東松山市   |
| 下野本村 上野本村 柏崎村 古凍村 今泉村 下青鳥村 上押垂村 下押垂村 | 野本村          | 野本村                 | 野本村                            | 昭和29年7月1日 東松山市     | 東松山市                          | 東松山市                  | 東松山市   |
| 福田村 山田村 和泉村 土塩村 菅田村 | 福田村          | 福田村                 | 福田村                            | 昭和29年11月3日 滑川村      | 昭和59年11月3日 町制              | 滑川町                    | 滑川町     |
| 中尾村 伊古村 水房村 羽尾村 月輪村 | 宮前村          | 宮前村                 | 宮前村                            | 昭和29年11月3日 滑川村      | 昭和59年11月3日 町制              | 滑川町                    | 滑川町     |
| 菅谷村 志賀村 平沢村 遠山村 千手堂村 鎌形村 大蔵村 根岸村 将軍沢村 | 菅谷村          | 菅谷村                 | 菅谷村                            | 昭和30年4月15日 菅谷村      | 昭和42年4月15日 町制・改称 嵐山町 | 嵐山町                    | 嵐山町     |
| 吉田村 太郎丸村 広野村 勝田村 越畑村 古里村 杉山村 | 七郷村          | 七郷村                 | 七郷村                            | 昭和30年4月15日 菅谷村      | 昭和42年4月15日 町制・改称 嵐山町 | 嵐山町                    | 嵐山町     |
| 小川村 西大塚村 下里村 角山村 | 小川町          | 小川町                 | 小川町                            | 昭和30年2月11日 小川町      | 小川町                            | 小川町                    | 小川町     |
| 上横田村 下横田村 中爪村 奈良梨村 能増村 高見村 伊勢根村 高谷村 | 八和田村        | 八和田村               | 八和田村                          | 昭和30年2月11日 小川町      | 小川町                            | 小川町                    | 小川町     |
| 腰越村 飯田村 増尾村 上古寺村 下古寺村 青山村 | 大河村          | 大河村                 | 大河村                            | 昭和30年2月11日 小川町      | 小川町                            | 小川町                    | 小川町     |
| 笠原村 原川村 | 竹沢村          | 竹沢村                 | 竹沢村                            | 昭和30年2月11日 小川町      | 小川町                            | 小川町                    | 小川町     |
| 男衾郡木部村 男衾郡木呂子村 男衾郡勝呂村 男衾郡靱負村 | 竹沢村          | 竹沢村                 | 竹沢村                            | 昭和30年2月11日 小川町      | 小川町                            | 小川町                    | 小川町     |
| 玉川郷 日影村 五明村 田黒村 | 玉川村          | 玉川村                 | 玉川村                            | 玉川村                      | 玉川村                            | 平成18年2月1日 ときがわ町 | ときがわ町 |
| 西平村 雲河原村 | 平村            | 平村                   | 平村                              | 昭和30年2月11日 都幾川村    | 都幾川村                          | 平成18年2月1日 ときがわ町 | ときがわ町 |
| 桃木村 番匠村 本郷村 別所村 田中村 馬場村 瀬戸村 関掘村 大附村 | 明覚村          | 明覚村                 | 明覚村                            | 昭和30年2月11日 都幾川村    | 都幾川村                          | 平成18年2月1日 ときがわ町 | ときがわ町 |
| 秩父郡大野村 秩父郡椚平村 | 秩父郡 大椚村   | 秩父郡 大椚村          | 秩父郡 大椚村                     | 昭和30年2月11日 都幾川村    | 都幾川村                          | 平成18年2月1日 ときがわ町 | ときがわ町 |
| 泉井村 熊井村 高野倉村 竹本村 須江村 奥田村 大橋村 | 亀井村          | 亀井村                 | 亀井村                            | 昭和30年4月15日 鳩山村      | 昭和57年4月1日 町制               | 鳩山町                    | 鳩山町     |
| 今宿村 石坂村 赤沼村 大豆戸村 | 今宿村          | 今宿村                 | 今宿村                            | 昭和30年4月15日 鳩山村      | 昭和57年4月1日 町制               | 鳩山町                    | 鳩山町     |
| 入間郡小用村 | 今宿村          | 今宿村                 | 今宿村                            | 昭和30年4月15日 鳩山村      | 昭和57年4月1日 町制               | 鳩山町                    | 鳩山町     |
| 中山村 北園部村 南園部村 吹塚村 戸守村 長楽村 正直村 | 中山村          | 中山村                 | 中山村                            | 昭和29年11月3日 川島村      | 昭和47年11月3日 町制              | 川島町                    | 川島町     |
| 伊草宿 | 伊草村          | 伊草村                 | 伊草村                            | 昭和29年11月3日 川島村      | 昭和47年11月3日 町制              | 川島町                    | 川島町     |
| 下伊草村 上伊草村 角泉村 安塚村 飯島村 | 伊草村          | 伊草村                 | 伊草村                            | 昭和29年11月3日 川島村      | 昭和47年11月3日 町制              | 川島町                    | 川島町     |
| 出丸本村 出丸中郷 出丸下郷 上大屋敷村 西谷村 曲師村 下大屋敷村 | 出丸村          | 出丸村                 | 出丸村                            | 昭和29年11月3日 川島村      | 昭和47年11月3日 町制              | 川島町                    | 川島町     |
| 平沼村 白井沼村 紫竹村 宮前村 上狢村 下狢村 釘無村 新堀村 吉原村 表村 | 三保谷村        | 三保谷村               | 三保谷村                          | 昭和29年11月3日 川島村      | 昭和47年11月3日 町制              | 川島町                    | 川島町     |
| 三保谷宿 | 八ツ保村        | 八ツ保村               | 八ツ保村                          | 昭和29年11月3日 川島村      | 昭和47年11月3日 町制              | 川島町                    | 川島町     |
| 上八ッ林村 下八ッ林村 畑中村 山ヶ谷戸村 牛ヶ谷戸村 | 八ツ保村        | 八ツ保村               | 八ツ保村                          | 昭和29年11月3日 川島村      | 昭和47年11月3日 町制              | 川島町                    | 川島町     |
| 上小見野村 下小見野村 谷中村 加胡村 松永村 梅之木村 虫塚村 一本木村 鳥羽井村 鳥羽井新田 東大塚村 | 小見野村        | 小見野村               | 小見野村                          | 昭和29年11月3日 川島村      | 昭和47年11月3日 町制              | 川島町                    | 川島町     |
| 横見郡久保田村 横見郡下細谷村 横見郡江綱村 横見郡前河内村 横見郡大串村 | 横見郡 南吉見村 | 明治29年3月29日 比企郡 | 南吉見村                          | 昭和29年7月1日 吉見村       | 昭和47年11月3日 町制              | 吉見町                    | 吉見町     |
| 横見郡大和田村 横見郡上銀谷村 横見郡谷口村 横見郡蚊斗谷村 横見郡江和井村 横見郡北下砂村 横見郡万光寺村 横見郡荒子村 横見郡丸貫村 横見郡下銀谷村 横見郡古名村 横見郡古名新田 横見郡高尾新田 横見郡須野子新田 横見郡蓮沼新田 横見郡久保田新田 横見郡飯島新田 | 横見郡 東吉見村 | 明治29年3月29日 比企郡 | 東吉見村                          | 昭和29年7月1日 吉見村       | 昭和47年11月3日 町制              | 吉見町                    | 吉見町     |
| 横見郡地頭方村 横見郡中新井村 横見郡一ッ木村 横見郡上砂村 横見郡中曽根村 横見郡本沢村 横見郡上細谷村 横見郡小新井村 横見郡今泉村 横見郡明秋村 横見郡松崎村                                                                                                 | 横見郡 北吉見村 | 明治29年3月29日 比企郡 | 北吉見村                          | 昭和29年7月1日 吉見村       | 昭和47年11月3日 町制              | 吉見町                    | 吉見町     |
| 横見郡北吉見村 横見郡南吉見村 横見郡御所村 横見郡黒岩村 横見郡和名村 横見郡久米田村 横見郡長谷村 横見郡田甲村 横見郡山野下村 | 横見郡 西吉見村 | 明治29年3月29日 比企郡 | 西吉見村                          | 昭和29年7月1日 吉見村       | 昭和47年11月3日 町制              | 吉見町                    | 吉見町     |

## 平成の大合併
- 比企地区8市町村合併
  - 2003年（平成15年）
    - 3月3日 - 比企地区任意合併協議会設置（東松山市・比企郡滑川町・嵐山町・小川町・都幾川村・玉川村・吉見町・秩父郡東秩父村）。
    - 4月1日 - 協議会事務局設置（東松山市役所内）。
    - 5月21日 - 第4回協議会において、比企地区任意合併協議会解散を決定。
- 比企地区6町村合併
  - 2003年（平成15年）
    - 7月 - 滑川町・嵐山町・小川町・都幾川村・玉川村・東秩父村の6町村は、合併研究会を設置。
    - 12月 - 滑川町・嵐山町・小川町・都幾川村・玉川村・東秩父村の6町村は、比企地域3町3村合併協議会を設置。

  - 2004年（平成16年）
    - 7月 - 滑川町で合併の枠組みを問う住民投票を行った結果、東松山市・吉見町を含む8市町村で合併が過半数を占めたために滑川町は合併協議会から離脱。
    - 8月 - 比企地域3町3村合併協議会が解散。
- 東松山市・吉見町合併
  - 2003年 - 東松山市・吉見町合併協議会を設置。
  - 2004年 - 東松山市・吉見町合併協議会解散を決定。合併協議会廃止。
- 東松山市・東秩父村飛び地合併
  - 2006年（平成18年） - 東秩父村が東松山市との飛び地合併を考えていると報道される。
  - 2008年（平成20年） 4月23日 - 東秩父村議会が東松山市との飛び地合併の考えをまとめ、東松山市への編入合併推進特別委員会を発足。
- 東松山市・滑川町・東秩父村合併
  - 2008年（平成20年）7月7日 - 東松山市・滑川町・東秩父村の3市町村議で、比企地域合併推進議員連絡協議会を8月22日に設置する方針を決めた。
  - 2009年9月17日 東松山、滑川、東秩父の比企地域合併推進議員連絡協議会を解散決定。

## 行政
比企・横見郡長
| 代 | 氏名 | 就任年月日                | 退任年月日                | 備考                                                     |
| -- | ---- | ------------------------- | ------------------------- | -------------------------------------------------------- |
| 1  |      | 明治11年（1879年）3月17日 |                           |                                                          |
|    |      |                           | 明治29年（1896年）3月31日 | 横見郡および入間郡それぞれとの合併により、旧・比企郡廃止 |

比企郡長
| 代 | 氏名     | 就任年月日               | 退任年月日                | 備考                   |
| -- | -------- | ------------------------ | ------------------------- | ---------------------- |
| 1  |          | 明治29年（1896年）4月1日 |                           |                        |
|    | 武田熊蔵 |                          |                           |                        |
|    |          |                          | 大正15年（1926年）6月30日 | 郡役所廃止により、廃官 |